# Brug 490
Brug 490 is een bouwkundig kunstwerk in Amsterdam-Noord.

## Eerste versie
Brug 490 werd gebouwd in de periode dat er gewerkt werd aan de IJtunnel. Voor de noordelijk toe- en afvoer werd de Nieuwe Leeuwarderweg aangelegd. Vanwege het vrijhouden van die toe- en afvoer werd de kruising met de Johan van Hasseltweg ongelijkvloers aangelegd. De Johan van Hasseltweg kwam boven te liggen; ze moest aansluiten op een dijklichaam en de brug 491 over het Noordhollands Kanaal; de Nieuwe Leeuwarderweg kwam onder want die moest aansluiten op de tunnelbuizen. De kruising werd niet alleen gebouwd als brug, maar voor de vlotte doorstroming werd geopperd om over de viaducten een plein te leggen. De vorm van de kruising en viaducten leverde al snel de naam Meeuwenei op. Direct ten oosten van het viaduct begon het Meeuwenplein, de verbinding naar de Meeuwenlaan. Om de aansluiting te kunnen maken moest het “ei” nog scheef over de Nieuwe Leeuwarderweg gelegd worden. Het ontwerp van brug 490 is afkomstig van Dirk Sterenberg van de Dienst der Publieke Werken, die ook andere bouwwerken in dit gebied op zijn naam heeft staan. Hij ontwierp ook de leuningen; geen geringe opdracht want voor brug 490 en 493 moest in totaal 34.000 kilo staal geleverd worden. 
Het oorspronkelijke viaduct is evenals de IJ-tunnel, de Nieuwe Leeuwarderweg, de Johan van Hasseltweg en de brug 491 (Meeuwenpleinbrug) op 31 oktober 1968 in gebruik genomen. Vanaf dan is het rustig rondom de brug, al wordt er in de jaren zeventig nog wel een trap aan de brugwand gebouwd.

## Tweede versie
Dit verandert als de gemeente Amsterdam overgaat tot uitvoer van de aanleg van de metrolijn 52 dan bekend als Noordzuidlijn. De gemeente heeft ter plekke van de brug 490 het metrostation metrostation Noorderpark gepland en het viaduct moet daarvoor wijken. De kruising is echter dermate belangrijk dat er voordat de werkzaamheden kunnen beginnen twee hulpbruggen over de Nieuwe Leeuwarderweg moeten worden gelegd. Pas dan kan het viaduct van Sterenberg gesloopt worden. Het nieuwe viaduct moet niet alleen de Nieuwe Leeuwarderweg overspannen, maar ook het metrotracé, omdat dat in de middenberm van de weg is geprojecteerd. Vanaf 2005 is men eigenlijk tot aan de opening van de metrolijn in 2018 bezig met herinrichten van de omgeving. Een van de problemen is de aansluiting van het metrostation ontworpen door Benthem Crouwel Architects op het viaduct, dat aansluitend op het station een minibusstation moet herbergen. Een eivorm zat er derhalve niet meer in. Het wordt een brede en lange overspanning.    

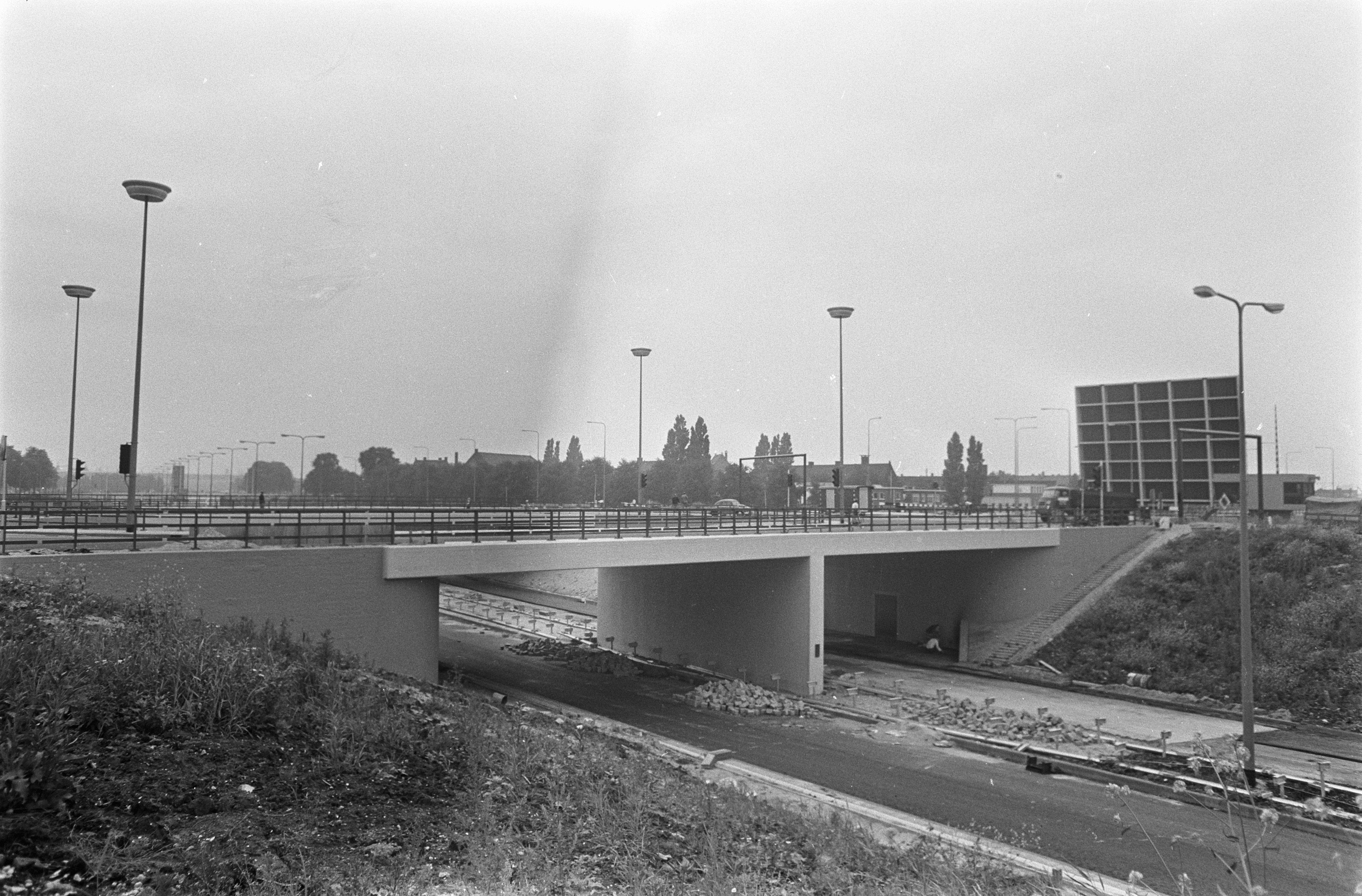
De eerste incarnatie van de brug (Sterenberg) gezien naar het zuiden, 7 augustus 1968

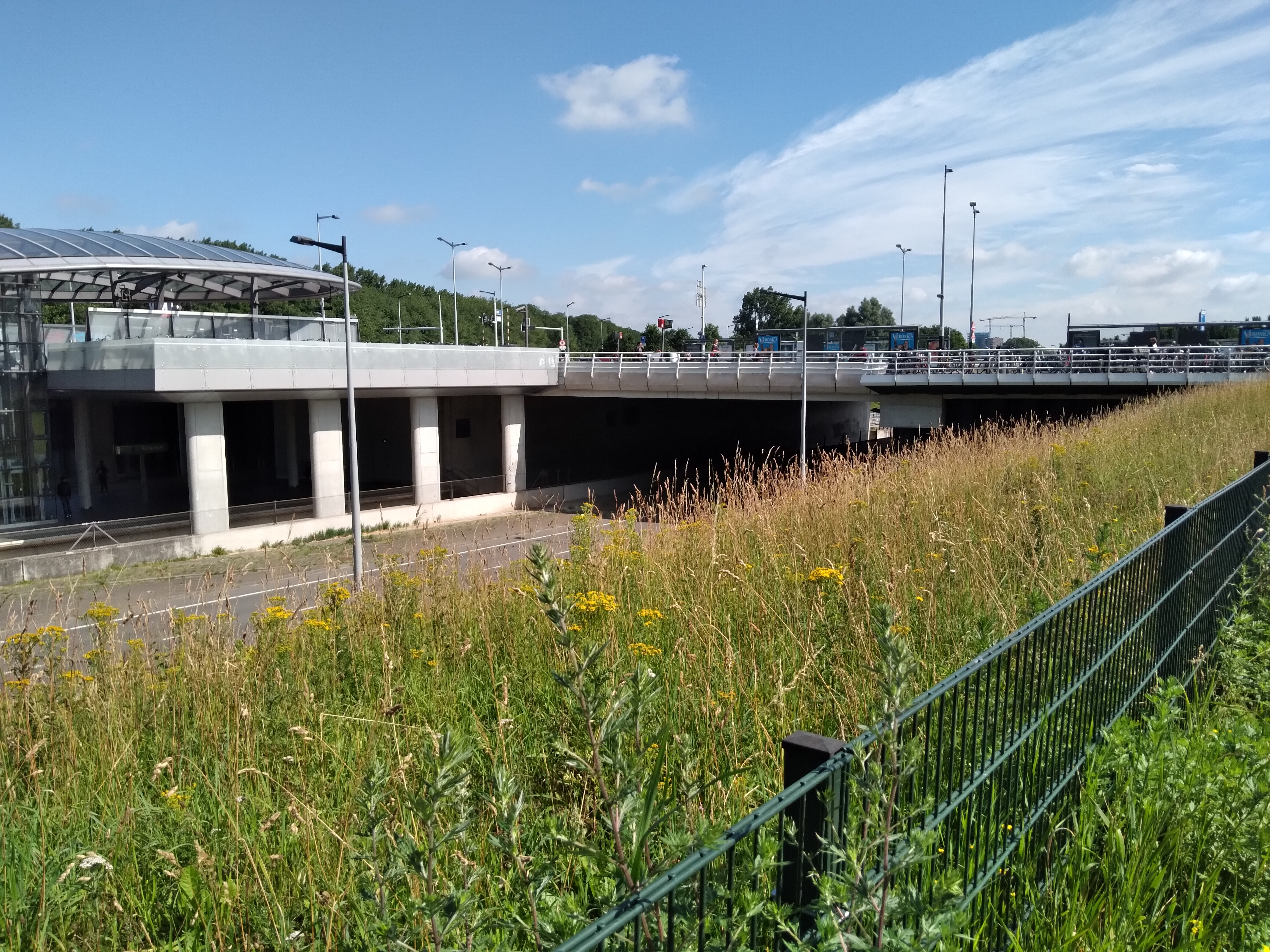
Zijaanzicht vanuit het zuiden met links het metrostation (juli 2021)

<<< · 400 · 401 · 402 · 403 · 404 · 405 · 406 · 407 · 408 · 409 · 410 · 411 · 413 · 414 · 415 · 416 · 417 · 418 · 419 · 420 · 421 · 422 · 423 · 424 · 425 · 427 · 429 · 430 · 431 · 432 · 433 · 434 · 435 · 436 · 437 · 438 · 439 · 440 · 441 · 442 · 443 · 444 · 445 · 446 · 447 · 448 · 449 · 450 · 451 · 452 · 453 · 454 · 455 · 456 · 457 · 458 · 459 · 460 · 461 · 462 · 463 · 464 · 465 · 466 · 469 · 470 · 471 · 472 · 473 · 474 · 475 · 476 · 478 · 479 · 480 · 482 · 483 · 485 · 486 · 487 · 488 · 489 · 490 · 491 · 492 · 493 · 494 · 495 · 496 · 497 · 499 · >>>
Brugnummers 412, 426, 428, 467, 468, 477, 481, 484 en 498 zijn niet (meer) vergeven.